# Mollisiopsis subcinerea
Mollisiopsis subcinerea är en svampart som beskrevs av Rehm 1908. Mollisiopsis subcinerea ingår i släktet Mollisiopsis, ordningen disksvampar, klassen Leotiomycetes, divisionen sporsäcksvampar och riket svampar.   Inga underarter finns listade i Catalogue of Life.